# 新地镇 (围场县)
新地镇是中华人民共和国河北省承德市围场满族蒙古族自治县下辖的一个行政建制镇。原名新地乡，2021年12月31日撤乡设镇。

## 行政区划
新地镇下辖以下地区：
新地村、岗子村、六家村、营房村、大营子村、六道沟村、狍子沟村、太平地村和大西沟村。